# Palawanosorex

-
Palawanosorex is een geslacht van zoogdieren uit de  familie van de spitsmuizen (Soricidae). De wetenschappelijke naam van het geslacht werd in 2018 gepubliceerd door Hutterer et al.

## Soorten
Er worden 2 soorten in dit geslacht geplaatst:
- Palawanosorex ater (Medway, 1965) – Zwarte dikstaartspitsmuis
- Palawanosorex muscorum Hutterer et al., 2018